# Robert Rigaux
Robert Arsene Rigaux (* 7. April 1911 in Trith-Saint-Léger; † 22. November 1984 in Eaubonne) war ein französischer Radrennfahrer und nationaler Meister im Radsport.

## Sportliche Laufbahn
Rigaux war im Straßenradsport und im Bahnradsport aktiv. Die nationale Meisterschaft in der Mannschaftsverfolgung gewann er 1928. Als Amateur gewann er 1929 Paris–Évreux, 1931 belegte er den 3. Platz. Bei den Straßenradsport-Weltmeisterschaften 1931 wurde er 14. im Amateurrennen. Von 1931 bis 1938 war er Unabhängiger und Berufsfahrer. 1931 siegte er im Eintagesrennen Paris–Sens, 1936 auf einer Etappe des Derby du Nord. 1931 wurde er Zweiter bei Paris–Reims. Den Giro d’Italia 1934 beendete er nicht. In den Rennen der Monumente des Radsports war der 32. Platz im Rennen Paris–Roubaix 1957 sein bestes Resultat.